# Petr Kozák
Petr Kozák, född den 13 mars 1965 i Prag är en tjeckisk orienterare som blev världsmästare på kortdistans för Tjeckoslovakien vid VM 1991.